# 테브난의 정리
전기 회로 이론, 선형 전기 회로에서 테브난의 정리(Thevenin's theorem)는 두개의 단자를 지닌 전압원, 전류원, 저항의 어떠한 조합이라도 하나의 전압원 V와 하나의 직렬저항 R로 변환하여 전기적 등가를 설명하였다. AC 시스템에서 테브난의 정리는 단순히 저항이 아닌, 일반적인 임피던스로 적용할 수 있다. 테브난의 정리는 독일 과학자 헬름홀츠(독일어: Hermann von Helmholtz)가 1853년에 처음으로 발견하였으나, 1883년에 프랑스 통신공학자 테브난(프랑스어: Léon Charles Thévenin 1857년-1926년)에 의하여 재발견 되었다.
테브난의 정리는 전압원과 저항의 회로가 테브난 등가로 변환할 수 있음을 설명하였으며, 이것은 회로 분석에서 단순화 기술로 사용된다. 테브난 등가는 (저항을 나타내는 내부 임피던스와 전원을 나타내는 기전력을 지닌) 전원장치나 배터리에 좋은 모델로 사용될 수 있다. 회로는 이상적인 전압원과 이상적인 저항의 직렬연결로 구성된다.

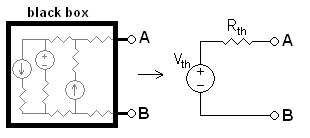
전압원, 전류원, 저항을 포함하는 어떤 회로블럭은 테브난 등가회로로 변환할 수 있다.

## 테브난 등가를 계산하기
등가회로를 계산하기 위해서, 저항과 전압 - 두개의 변수가 요구된다. 그래서, 2차 연립 방정식이 필요하다. 2차 연립 방정식은 일반적으로 다음 단계를 거쳐서 구하지만, 어떠한 조건일 경우라도 회로의 단자에 위치해야 한다:
1. 계산한 출력전압, VAB는, 개회로 (로드 저항이 존재하지 않음 - 즉 저항이 무한대임) 상태일 때, VTh이다.
2. 계산한 출력전류, IAB는, 단락회로 (로드 저항이 0임)을 유지할때, RTh은 VTh나누기 IAB이다.

- 등가회로는 VTh전압의 전압원에 직렬로 연결된 저항 RTh이다.

2번째 방정식은 아래처럼 계산할 수 있다:
2a. 전압원은 단락회로로 전류원은 개회로로 치환한다.
2b. 로드회로를 가상의 저항값으로 치환하고 회로쪽으로 "바라본", 전체저항, R을 측정한다. 이것이 RTh이다.
테브난 등가전압은 원본회로의 출력단자에 걸리는 전압이다. 테브난 등가전압을 계산할 경우에, 전압 분배 법칙은, 한 단자가 Vout이고 다른 단자가 0V(그라운드)라고 가정할때, 매우 유용하다.
테브난 등가저항은 회로쪽으로 "바라봐서" A와 B지점을 교차하여 측정되는 저항이다. 첫 번째로 모든 전압원과 전류원을 내부저항으로 치환하는 것은 중요하다. 이상적인 전압원일 경우에, 전압원의 저항은 0임을 의미한다. 또한 이상적인 전류원일 경우에, 전류원의 저항은 무한대임을 의미한다. 저항값은 직병렬 회로 공식을 적용하여 단자에 걸리는 값을 계산할 수 있다.

### 예시
|  |  |  |

|  |  |

예시로, 등가전압 계산하기:
{\displaystyle V_{\mathrm {AB} }={R_{2}+R_{3} \over (R_{2}+R_{3})+R_{4}}\cdot V_{\mathrm {1} }}
{\displaystyle ={1\,\mathrm {k} \Omega +1\,\mathrm {k} \Omega  \over (1\,\mathrm {k} \Omega +1\,\mathrm {k} \Omega )+2\,\mathrm {k} \Omega }\cdot 15\mathrm {V} }
{\displaystyle ={1 \over 2}\cdot 15\mathrm {V} =7.5\mathrm {V} }
(R1은 고려되지 않음에 주의하라, 왜냐하면 위계산은 A와 B사이가 오픈회로 조건으로 풀어졌다. 그러므로 오픈회로에 전류가 흐르지 않으며 이것은 R1역시 전류가 흐르지 않음을 뜻한다. 따라서 이부분 역시 전압강하가 일어나지 않는다.)
등가저항 계산하기::
{\displaystyle R_{\mathrm {AB} }=R_{1}+\left(\left(R_{2}+R_{3}\right)\|R_{4}\right)}
{\displaystyle =1\,\mathrm {k} \Omega +\left(\left(1\,\mathrm {k} \Omega +1\,\mathrm {k} \Omega \right)\|2\,\mathrm {k} \Omega \right)}
{\displaystyle =1\,\mathrm {k} \Omega +\left({1 \over (1\,\mathrm {k} \Omega +1\,\mathrm {k} \Omega )}+{1 \over (2\,\mathrm {k} \Omega )}\right)^{-1}=2\,\mathrm {k} \Omega }

## 노튼 등가로 변환
노튼 등가회로는 다음 방정식에 의하여 테브난 등가로 표현된다:
{\displaystyle R_{Th}=R_{No}\!}
{\displaystyle V_{Th}=I_{No}R_{No}\!}

## 실제적인 제한
- 대부분의 회로는 어느 정도 로드범위에서만 선형이기 때문에, 테브난 등가는 선형범위에서 유효하고 벗어난 범위에서는 유효하지 않다.

- 테브난 등가는 로드의 입장에서 바라본 전류-전압 특성의 등가이다.

- 전력은 전압이나 전류에 따라 선형하지 않기 때문에, 테브난 등가의 전력손실은 실시스템의 파워손실과 동일하지 않다.

## 대중적인 문화
테브난의 정리와 노튼의 정리는 2006년 5월 4일과 10일에 둔즈베리 연재만화에서 주제로 그려졌다
, .

## 같이 보기
- 노튼의 정리
- 임피던스
- 중첩 원리
- 부과 요소 정리
- 마디 분석
- 메시 분석
- Y-Δ 변환 (스타-델타 변환 라고도 알려져 있음)
- 테브난